# (1713) Bancilhon
Pour les articles homonymes, voir Bancilhon.
(1713) Bancilhon est un astéroïde de la ceinture principale.

## Description
(1713) Bancilhon est un astéroïde de la ceinture principale. Il fut découvert le 27 septembre 1951 à Alger par Louis Boyer. Il présente une orbite caractérisée par un demi-grand axe de 2,23 UA, une excentricité de 0,19 et une inclinaison de 3,7° par rapport à l'écliptique.
Il est nommé d'après l'astronome française Odette Bancilhon.

## Compléments